# Délkeleti körzet

A Délkeleti körzet elhelyezkedése

A Délkeleti körzet (macedónul Југоисточен регион) közigazgatási egység Észak-Macedónia délkeleti részén. Központja és legnagyobb városa Sztrumica.

## Községek
- Bogdanci
- Boszilovo
- Valandovo
- Vaszilevo
- Dojran
- Gevgelija
- Koncse
- Novo Szelo
- Radovis
- Sztrumica

## Népesség
A Délkeleti körzet népessége 1994-ben 167 941 fő, 2002-ben 171 416 fő, ami emelkedést mutat.
A 2002-es összeírás szerint a 171 416 fős összlakosságból 154 957 macedón (90,4%), 12 661 török (7,4%), 1 194 szerb, 2 604 egyéb.
A macedónok mindegyik községben többségben vannak.

A Délkeleti körzet etnikai térképe

A törökök főleg Vaszilyevo (17,3%), Koncse (14,7%), Radoviste (14,4%), Dojran (11,7%), Valandovo (11,2%) és Sztrumica (6,9%) községek területén élnek.
A szerbek főleg Dojran (8,1%), Bogdanci (6%) és Valandovo (5,4%) községek lakói.